# Nazionale femminile di pallacanestro di Saint Vincent e Grenadine
La nazionale femminile di pallacanestro di Saint Vincent e Grenadine è la rappresentativa cestistica femminile di Saint Vincent e Grenadine ed è posta sotto l'egida della Federazione cestistica di Saint Vincent e Grenadine.

## Piazzamenti

### Campionati centramericani
- 2010 - 8º

## Formazioni

### Campionati centramericani
Campionato centramericano femminile di pallacanestro 20104 Diamond, 5 Gittens, 6 De Shong, 7 Williams, 8 Gordon, 9 Joseph, 11 Prince, 12 Toussaint, 14 King, 15 Jackson,        All. Wayne Williams